# Dasythorax draudti
Dasythorax draudti là một loài bướm đêm trong họ Noctuidae.